# 규범적
규범적(영어: Normative)이라는 말은 일반적으로 평가가 가능한 표준과 연관된 것을 의미한다.  규범성이란 인간 사회에서 일어나는 바람직한 또는 바람직하지 못한 활동 또는 결과를 나타내는 현상을 뜻한다.
이 용어는 철학, 사회과학과 법률에 널리 사용되며 평가 또는 가치를 결정하는 것과 연관될 때 사용된다. 이 용어는 분석 철학에서 주로 발전되었고, 윤리학 또는 신학에서도 광범위하게 사용된다.  특히, 신학에서는 십계명의 용도 중에 신자가 구원을 받은 뒤에도 규범적인 용도로 지켜야 하는 곳에 응용되고 있다.

## 같이 보기
- 동조
- 결정 이론
- 경제학
- 가설
- 규범
- 규범 경제학
- 규범윤리학
- 법철학
- 정치학
- 과학적 방법

1. ↑  Fesko, J. V., 1970-. 《The theology of the Westminster standards : historical context and theological insights》. Wheaton, Illinois. 276쪽. ISBN 978-1-4335-3311-2.